# Ichneumoninae
Ichneumoninae zijn een onderfamilie van insecten die behoren tot de familie van de gewone sluipwespen (Ichneumonidae).

## Taxonomie
De volgende geslachtengroepen zijn bij de familie ingedeeld:
- Alomyini
- Ceratojoppini
- Clypeodromini
- Compsophorini
- Ctenocalini
- Eurylabini
- Goedartiini
- Heresiarchini
- Ichneumonini
- Ischnojoppini
- Joppocryptini
- Listrodromini
- Oedicephalini
- Platylabini
- Protichneumonini
- Trogini
- Zimmeriini